# Translacija (biologija)
Prevođenje ili translacija je treći stadij biosinteze proteina. U translaciji ribosom dekodira glasničku RNK mRNK, koji nastaje transkripcijom, da bi mRNK proizveo posebni aminokiselinski lanac (ili polipeptid) koji će se kasnije složiti u aktivni protein. Prvotno sintetizirana glasnička RNK još se mijenja u jezgri, tako da se dio nje izrezuje, a preostali spaja u zrelu molekulu. Ta molekula izlazi kroz pore na jezgrinoj ovojnici i ide u citoplazmu gdje se sintetiziraju proteini.
Translacija se događa u staničnoj citoplazmi, gdje se nalaze male čestice ribosoma, koje se zatim vežu za mRNK. Ribosom olakšava dekodiranje izazivajući vezanje tRNK sa slijedom komplementarnog antikodona za mRNK.
Za razliku od translacije, transkripcija se zbiva u staničnoj jezgri, a ova se vremenska i prostorna odvojenost procesa odvija zbog ograničenosti staničnih struktura vlastitim membranama.
Prevođenje se odvija u trima fazama:
- Prva je faza inicijacija. U inicijaciji se male podjedinice ribosoma vezuju na 5' kraj glasničke RNK. Blizu je početni ili START kodon (AUG) kojim započinje prevođenje. Prijenosna RNK koja nosi metionin prva prijenosna RNK koja će se antikodonom vezati za start kodon. Funkcionalni će ribosom nastati nakon što se vežu glasnička RNK, prijenosna RNK i male podjedinice ribosoma, nakon čega dolazi do vezanja velike podjedinice.[3]
- Druga je faza elongacija ili produživanje. U njoj se ribosom kreće po glasničkoj RNK i čita kodone te prevodi poruku u odgovarajuće aminokiseline. Posljedica je nastanak peptidne veze među aminokiselinama čime nastaje polipeptid.[2][3]
- Treća je faza terminacija ili završetak. Početak je faze kad ribosom pročita tzv. STOP kodone (UAA, UGA, UAG). Ti kodoni ne nose informaciju aminokiselinama, nego su to signali za prestanak biosinteze.[2][3]